# Edi Baša
Edi Baša (Pola, 29 giugno 1993) è un calciatore croato, attaccante del Gjilani.

## Carriera
Ha giocato nella massima serie dei campionati bosniaco, croato e macedone.

## Statistiche

### Presenze e reti nei club
Statistiche aggiornate al 26 settembre 2021.
| Stagione        | Squadra           | Campionato      | Campionato | Campionato | Coppe nazionali | Coppe nazionali | Coppe nazionali | Coppe continentali | Coppe continentali | Coppe continentali | Altre coppe | Altre coppe | Altre coppe | Totale | Totale |
| Stagione        | Squadra           | Comp            | Pres       | Reti       | Comp            | Pres            | Reti            | Comp               | Pres               | Reti               | Comp        | Pres        | Reti        | Pres   | Reti   |
| --------------- | ----------------- | --------------- | ---------- | ---------- | --------------- | --------------- | --------------- | ------------------ | ------------------ | ------------------ | ----------- | ----------- | ----------- | ------ | ------ |
| 2012-2013       | Rovigno           | 3.HNL           | ?          | ?          | -               | -               | -               | -                  | -                  | -                  | -           | -           | -           | ?      | ?      |
| 2013-2014       | Jadran Parenzo    | 3.HNL           | ?          | ?          | CC              | 1               | 0               | -                  | -                  | -                  | -           | -           | -           | 1      | 0      |
| 2014-feb. 2015  | Željezničar       | PL              | 5          | 0          | CB              | 2               | 0               | -                  | -                  | -                  | -           | -           | -           | 7      | 0      |
| feb.-giu. 2015  | Jadran Parenzo    | 4.HNL           | ?          | ?          | -               | -               | -               | -                  | -                  | -                  | -           | -           | -           | ?      | ?      |
| 2015-2016       | Cibalia           | 2.HNL           | 29         | 4          | CC              | 1               | 0               | -                  | -                  | -                  | -           | -           | -           | 30     | 4      |
| 2016-2017       | Cibalia           | 1.HNL           | 34+2       | 5+2        | CC              | 1               | 0               | -                  | -                  | -                  | -           | -           | -           | 37     | 7      |
| Totale Cibalia  | Totale Cibalia    | Totale Cibalia  | 63+2       | 9+2        |                 | 2               | 0               |                    | -                  | -                  |             | -           | -           | 67     | 11     |
| 2017-feb. 2018  | Široki Brijeg     | PL              | 10         | 0          | CB              | 4               | 0               | -                  | -                  | -                  | -           | -           | -           | 14     | 0      |
| feb.-giu. 2018  | Novigrad          | 2.HNL           | 13         | 1          | CC              | 0               | 0               | -                  | -                  | -                  | -           | -           | -           | 13     | 1      |
| 2018-2019       | Koper             | 2.SNL           | 0          | 0          | CS              | 3               | 4               | -                  | -                  | -                  | -           | -           | -           | 3      | 4      |
| 2019-2020       | Koper             | 2.SNL           | 19         | 10         | CS              | 3               | 0               | -                  | -                  | -                  | -           | -           | -           | 22     | 10     |
| Totale Koper    | Totale Koper      | Totale Koper    | 19         | 10         |                 | 6               | 4               |                    | -                  | -                  |             | -           | -           | 25     | 14     |
| 2020-feb. 2021  | Asteras Vlachiōtī | FL              | ?          | ?          | -               | -               | -               | -                  | -                  | -                  | -           | -           | -           | ?      | ?      |
| feb.-giu. 2021  | Borec             | PL              | 11         | 3          | CM              | 0               | 0               | -                  | -                  | -                  | -           | -           | -           | 11     | 3      |
| 2021-2022       | Kukësi            | KS              | 3          | 3          | CA              | 0               | 0               | -                  | -                  | -                  | -           | -           | -           | 3      | 3      |
| Totale carriera | Totale carriera   | Totale carriera | 124+2      | 26+2       |                 | 15              | 4               |                    | -                  | -                  |             | -           | -           | 141    | 32     |

## Palmarès

### Club

#### Competizioni nazionali
- Druga hrvatska nogometna liga: 1

Cibalia: 2015-2016